# Escola do Porto
Die Escola do Porto (Schule von Porto) ist eine Stilbewegung in der modernen Architektur Portugals.

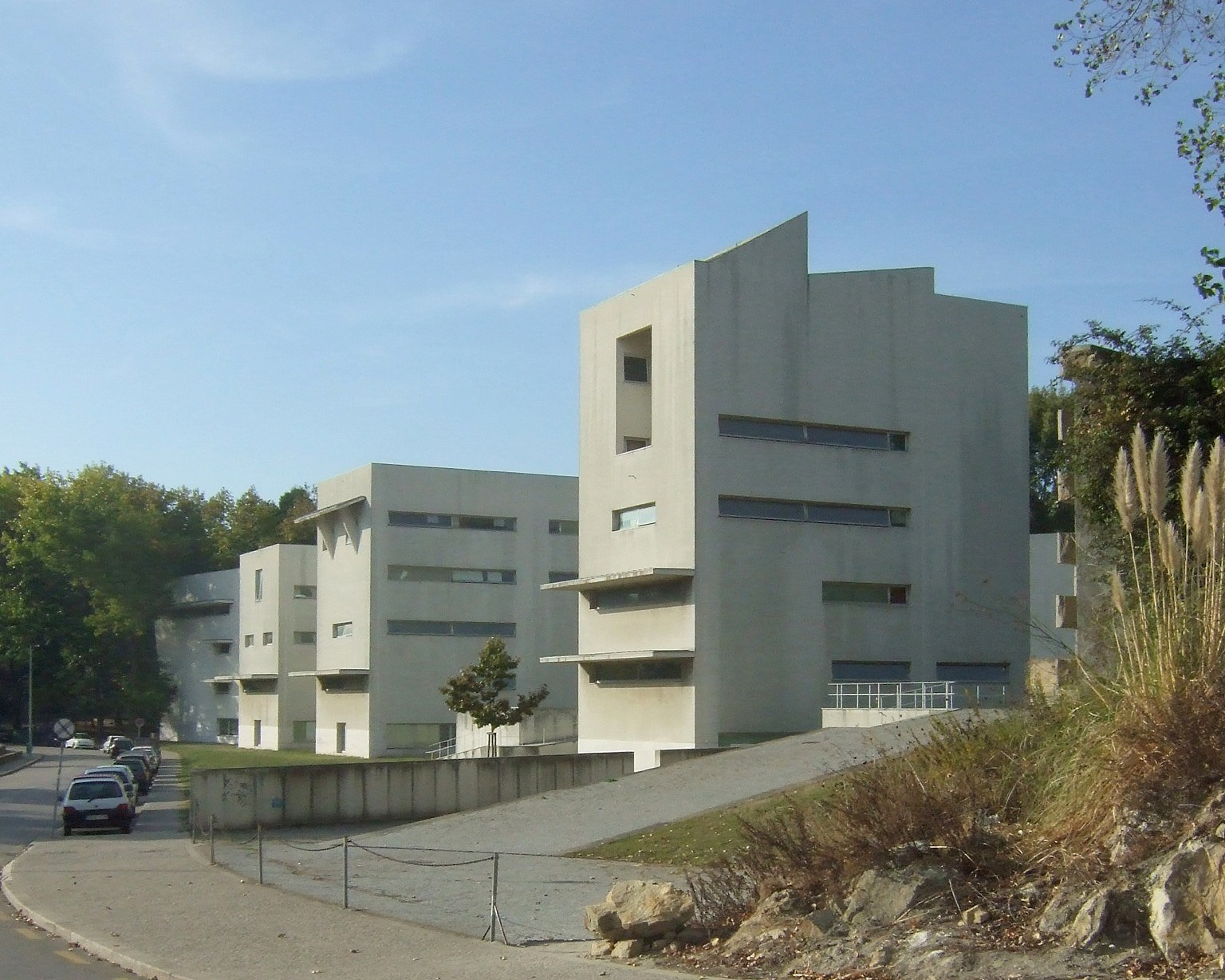
Architekturfakultät der Universität Porto (FAUP), Álvaro Siza, 1987–1993

## Geschichte

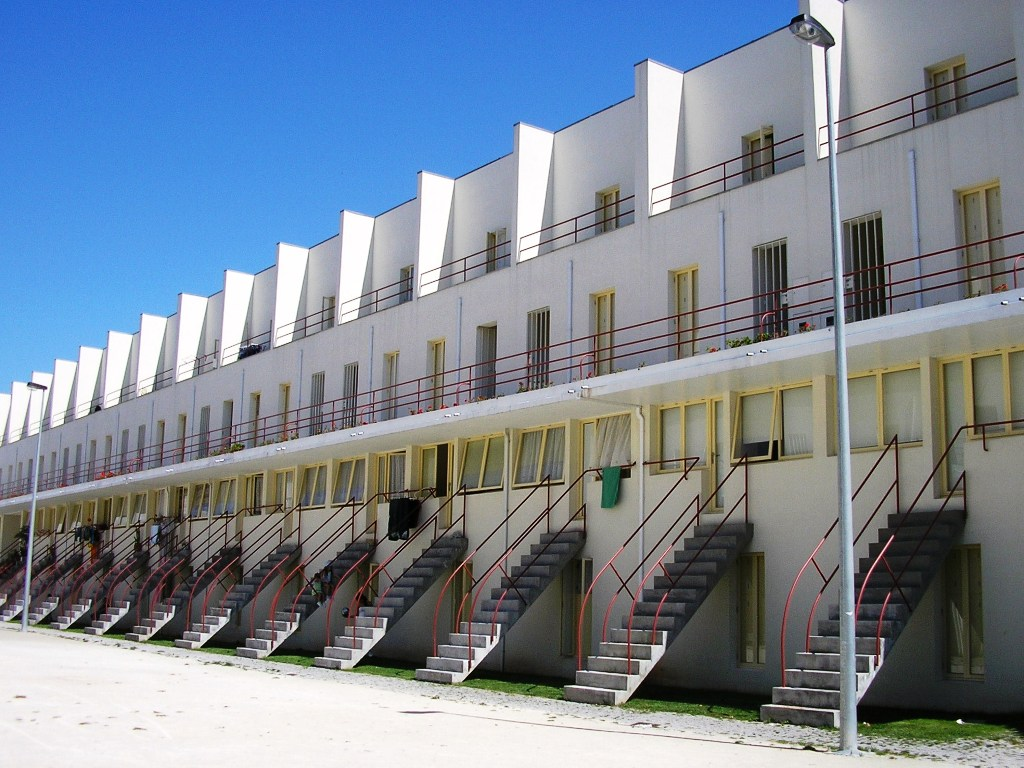
SAAL-Sozialsiedlung Bouça II in Porto 1975–1977, Álvaro Siza

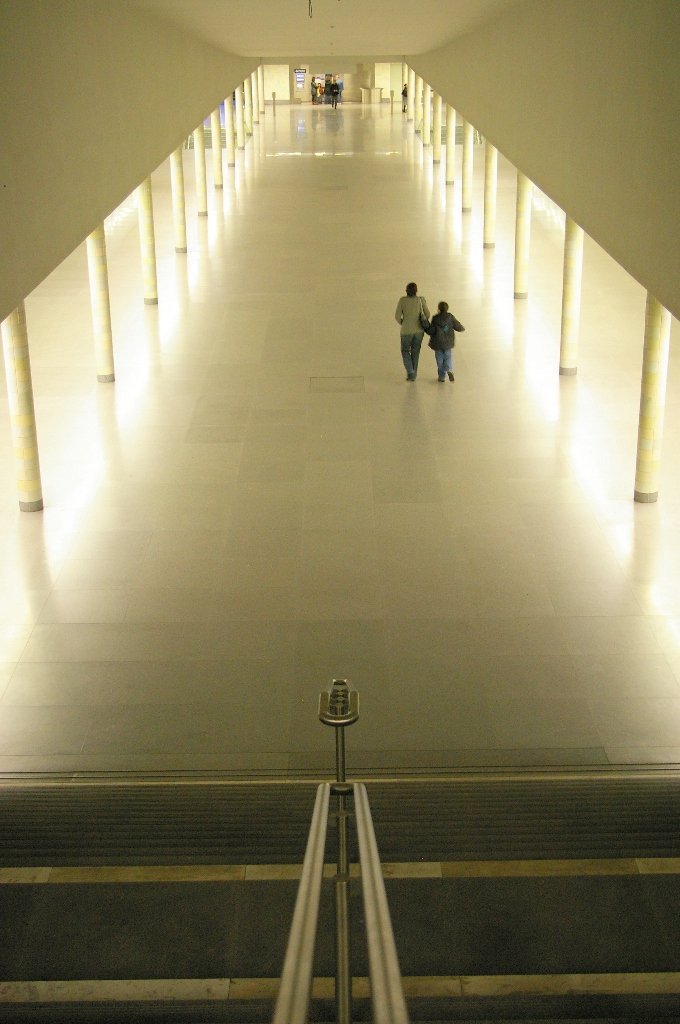
U-Bahnhof São Bento in Porto, Álvaro Siza

Begründet wurde sie in den 1950er Jahren von Carlos Ramos und Fernando Távora an der Escola Superior de Belas Artes do Porto (ESBAP), aus der später die Fakultät für Architektur der Universität Porto (FAUP) hervorging. Nach der Nelkenrevolution 1974 engagierten sich viele ihrer Mitglieder in den sozialen Wohnungsbauprojekten des SAAL (Servicio de Apoio Ambulatorio Local, deutsch: Mobiler Dienst für lokale Unterstützung). Sie ist eine der einflussreichsten, dem Minimalismus und dem Kritischen Regionalismus zurechenbare Strömungen in der zeitgenössischen Architektur des Landes und hat mit Álvaro Siza Vieira (1992) und Eduardo Souto de Moura (2011) zwei Pritzker-Preisträger hervorgebracht.

## Hauptvertreter
- José Marques da Silva
- Carlos Ramos
- Alcino Soutinho
- Álvaro Siza Vieira
- Arménio Losa
- Botelho Dias
- Adalberto Dias
- Alberto Neves
- António Menéres
- Eduardo Souto de Moura
- Fernando Távora
- Viana de Lima
- Goncalo Byrne
- Nuno Portas